# Die geheimnisvolle Villa

Die geheimnisvolle Villa est un moyen métrage muet allemand de 1914 réalisé par Joe May avec Werner Krauss en vedette.

## Synopsis
Une jeune femme est enlevée par des gangsters qui se posent en une société secrète qu'ils appellent « Le Triangle Noir ». Le détective Stuart Webbs est chargé de la libérer. Son enquête le mène à une villa mystérieuse remplie de trappes et de pièges. Après plusieurs péripétie, Stuart Webbs ramène la jeune fille en sécurité.

## Distribution
- Ernst Reicher : Stuart Webbs
- Sabine Impekoven
- Julius Falkenstein
- Carl Auen
- Werner Krauss
- Max Landa
- Eva May
- Mia May
- Lupu Pick
- Fritz Richard

## Production
Ce premier film de la série Stuart Webbs a été produit et tourné à la fin de l'année 1913 au studio de cinéma Continental à Berlin. Le film a une longueur de 1322 mètres, ce qui correspond à une durée de 72 minutes. La première mondiale a eu lieu le 13 mars 1914 aux Kammerspiele berlinois. En mai 1914, le film sort en salle aux États-Unis sous le titre The Black Triangle.